# Joachim Fryderyk Hohenzollern
Joachim Fryderyk Hohenzollern (ur. 27 stycznia 1546 Cölln – zm. 18 lipca 1608 Köpenick) – margrabia-elektor Brandenburgii w latach 1598–1608 z dynastii Hohenzollernów.

## Życiorys
Urodził się 27 stycznia 1546 r. w Berlinie jako jedyny syn elektora brandenburskiego Jana Jerzego i jego pierwszej żony, piastowskiej księżniczki, Zofii (zmarła 27 stycznia albo 6 stycznia 1546). Jego dziadkami byli: elektor Brandenburgii Joachim II Hektor Hohenzollern i księżniczka saksońska Magdalena Wettyn oraz książę legnicki Fryderyk II i księżniczka Brandenburgii-Ansbach Zofia Hohenzollern.
W wieku 17 lat został administratorem arcybiskupstwa magdeburskiego i był nim do czasu objęcia w 1598 r. władzy elektora w Brandenburgii. Rok później podpisał z Jerzym Fryderykiem z Ansbachu układ o dziedziczeniu. W 1603 r. Hohenzollernowie podpisali w Gerze układ rodowy, regulujący zasady dziedziczenia ziem będących pod ich władzą. Brandenburgia, niepodzielna zgodnie z postanowieniami Złotej Bulli cesarza Karola IV Luksemburga (1346), miała być dziedziczona na zasadzie primogenitury. Pozostałe ziemie, m.in. frankońskie księstwa Ansbach i Bayreuth, miały przypaść młodszym liniom rodu.
W 1603 r. Joachim Fryderyk przejął po Jerzym Fryderyku von Ansbach regencję nad chorym umysłowo księciem pruskim Albrechtem Fryderykiem, dziedziczne księstwo karniowskie i jako ziemie zastawne  ziemię bytomską i bogumińską. Osobiście na Śląsk nie przybył, wysyłając w zastępstwie posłów. Nowi poddani nie chcieli słuchać elektorskich wysłanników. Katoliccy Habsburgowie, jako panowie zwierzchni Śląska, woleli się pozbyć protestanckich Hohenzollernów. Starania elektora o nadanie ziemi bytomskiej i bogumińskiej w dziedziczne władanie nie powiodły się. Prawdopodobnie dlatego w 1606 r. przekazał Bytom, Bogumin i Karniów młodszemu synowi Janowi Jerzemu.
11 maja 1605 Zygmunt III Waza przekazał mu kuratelę nad chorym umysłowo księciem Prus Albrechtem Fryderykiem Hohenzollernem, który był jego teściem.

## Życie prywatne
Joachim Fryderyk był dwukrotnie żonaty, ze swymi kuzynkami z bocznych linii Hohenzollernów. Pierwszą żona została Katarzyna (1549–1602), córka księcia Brandenburgii-Kostrzyna Jana Hohenzollerna i księżniczki z Brunszwiku-Lüneburga Katarzyny. Ślub odbył się 8 stycznia 1570 roku. Para miała dziewięcioro dzieci:
- Jan Zygmunt (1572–1619) – elektor Brandenburgii, książę Prus;
- Anna Katarzyna (1575–1612) – żona króla Danii i Norwegii Chrystiana IV Oldenburga;
- Jan Jerzy (1577–1624) – książę Karniowa;
- August Fryderyk (1580–1601);
- Albert Fryderyk (1582–1600);
- Joachim (1583–1600)
- Ernest (1583–1613)
- Barbara Zofia (1584–1636) – żona księcia Wirtembergii Jana Fryderyka;
- Chrystian Wilhelm (1587–1665);

2 listopada 1603 roku ożenił się z Eleonorą Hohenzollern, córką księcia Prus Albrechta Fryderyka Hohenzollerna i Marii Eleonory Kliwijskiej. Para miała jedną córkę:
- Marię Eleonorę – żonę księcia Palatynatu-Simmern-Kaiserlauten Ludwika Wittelsbacha

Zmarł 18 lipca 1608 r. w Köpenick (dziś dzielnica Berlina). Pochowany został w berlińskiej katedrze.